# Boavista dos Pinheiros
Boavista dos Pinheiros es una freguesia portuguesa del concelho de Odemira, con 37,878 km² de superficie y 1200 habitantes (2001). Su densidad de población es de 31,7 hab/km².